# Мазинг, Борис Владимирович
Бори́с Влади́мирович Ма́зинг (1898, Санкт-Петербург — 15 августа 1941) — советский театральный критик, кинокритик, киновед, журналист.

## Биография
Родился в Санкт-Петербурге. Служил в РККА.
С 1925 года принимал участие в заседаниях Кинокомитета Государственного института истории искусств (ГИИИ), в январе 1926 года прочитал доклад «Актёр германского кино», доклад был выпущен отдельным изданием. В 1926 году организовал и руководил семинарием при Ленинградском государственном фотокинотехникуме по изучению вопросов строительства советского художественного кинематографа. Преподавал кинокритику на Высших государственных курсах искусствоведения (ВГКИ) при ГИИИ.
До 1929 года — сотрудник «Красной газеты». Писал рецензии в газетах «Кино», «Советское искусство», «Известия», журналах «Рабочий и театр», «Современный театр», «Жизнь искусства», «Рабис», «Красная панорама», «Искусство и жизнь» и других. Входил в состав квалификационной комиссии по созданию Ленинградского украинского театра (1928). Заведующий литературно-художественной частью Государственного народного дома (ГНД), входил в состав тройки, созданной для руководства художественной работой ГНД. Принимал участие в работе художественного совета Ленинградского театра юных зрителей (ЛенТЮЗа). В 1928 году выпустил серию брошюр, посвященных крупнейшим артистам немецкого кино: Паулю Вегенеру, Бернхардту Гётцке, Вернеру Краусу, Эмилю Яннингсу. По оценке киноведа П. А. Багрова, это «работы, не утратившие интереса и по сей день». Входил в число ведущих музыкально-театральных критиков страны, критические статьи Мазинга упоминаются в современных исследованиях по истории советского театра.
В 1929 году — редактор издательства «Теакинопечать». В конце 1929 года в связи с сотрудничеством с Театром музыкальной комедии М. Д. Ксендзовского, который был обвинён в финансовых махинациях, был исключён из Союза работников полиграфического производства. В течение полугода не печатался. 13 июня 1930 года был восстановлен в союзе. В 1932 году — заведующий учебным отделом единого художественного университета при Большом драматическом театре (БДТ), в 1931—1936 годах — консультант БДТ. Был в дружеских отношениях с С. С. Гейченко.
5 июля 1941 года был арестован по политическим мотивам. Приговорён к ВМН. Ходатайство о помиловании не было удовлетворено. 15 августа 1941 года расстрелян.  